# Barbiturat
Barbiturater er en gruppe af medicin, der tidligere blev anvendt til behandling af søvnproblemer, nervøsitet, angst og ved abstinensproblemer efter alkoholindtagelse. Stofferne var i mange år de mest anvendte sovemidler. De har desuden været anvendt hyppigt til behandling af lettere nervøse tilstande.
Stofferne virker modsat af amfetamingruppen dvs. hæmmende på en lang række funktioner i centralnervesystemet. De vil ofte give en følelse af velbefindende eller ruslignende tilstande, afhængigt af dosis og stoffets art. Det er netop derfor, der indimellem opstår misbrug i forbindelse med indtagelse af de omtalte stoffer.
Fordi stofferne virker hæmmende, anvendes de søvnfremkaldende og beroligende. Derfor frarådes brug af stofferne naturligvis også i forbindelse med aktiviteter, hvor klar bevidsthed og hurtig reaktion er påkrævet.

## Historie
Barbitursyre blev opdaget 4. december 1863 af den tyske forsker Adolf von Baeyer. Opdagelsen fandt sted på Sankt Barbaras dag, og navnet er nok en kombination af Barbara og urea. En anden forklaring er, at han opkaldte forbindelsen efter sin kæreste Barbara.
I 1903 blev det første medicinske barbiturat, barbital (Diemal, Veronal), opfundet. Fenobarbital (Fenemal, Luminal) blev introduceret i 1912, blandt andet som sovemiddel og til behandling af epilepsi. I de følgende år kom der mange barbiturat-præparater fx aprobarbital (Allypropymal), amobarbital (Pentymal, Amytal, Amycal), pentobarbital (Mebumal, Nembutal), cyclobarbital (Hexemal, Phanodorm, Prodorm), secobarbital (Meballymal, Seconal), heptabarbital (Medomin), hexobarbital (Enhexymal, Citopan, Evipan). De første varianter hed Veronal og Medinal, med Trional som en konkurrent. Især blev Veronal populært på private nervesanatorier modsat sindssygehusene, der holdt sig til de billigere midler, brom og kloral. Veronal var meget udbredt frem til 1960'erne og var midlet, Stefan Zweig benyttede til sit selvmord. Præparaterne havde flere fordele: De blev tilvirket af et lugtløst, hvidt pulver, smagte ikke grimt, og virkede i doser langt under grænsen for forgiftning (til forskel fra brom, der i lighed med kloral smager grimt, med en virkning nær grænsen for forgiftning). De virkede hurtigt og med færre bivirkninger. I efterkrigstiden blev man stadig mere opmærksom på, at også barbiturater havde bivirkninger og skabte afhængighed, og brugen aftog betydeligt særligt efter, at de langt mindre toksiske benzodiazepiner kom på markedet. I Wien i 1971 blev brugen af barbiturater, amfetaminer og andre syntetiske rusmidler reguleret i Convention on Psychotropic Substances. Benzodiazepinerne, der kom i 1960'erne og 70'erne (Valium, Librium, Mogadon, Rohypnol, osv.), overflødiggjorde barbituraterne, og behovet for dem forsvandt.

## I dag
Barbituraterne findes efterhånden ikke på markedet, da de havde en klart større risiko for afhængighedsudvikling og forgiftning end de såkaldte benzodiazepiner.
Fenemal og Diemal[kilde mangler] er de eneste barbiturater, som stadig anvendes.[kilde mangler] De bruges ved behandling af epilepsi og alkoholabstinenser. Dog giver Fenemal ikke ruslignende tilstande som barbiturater på Marilyn Monroes tid.

## Bivirkninger
Ved længerevarende og massivt misbrug vil stofferne give abstinenssymptomer, ofte med en efterfølgende psykose. Der ses ofte krampeanfald med risiko for dødsfald, og forgiftninger ses eksempelvis ofte i forbindelse med engangsindtagelse af store mængder sovemedicin.
Ved dagligt misbrug kan symptomerne være søvnforstyrrelser, hovedpine, træthed, manglende evne til koncentration, sløvhed, hukommelsesproblemer og følelsesmæssig ustabilitet.

## Dødsstraf i USA
Pentobarbital har været anvendt til fuldbyrdelse af dødsstraf i USA, som alternativ til andre traditionelt anvendte medikamenter, når der var mangel på disse.
Denne anvendelse er ulovlig ifølge dansk ret, og da det blev afsløret medførte debat i de danske medier. Derefter stoppede Lundbeck, producenten af Pentobarbital, salget af stoffet til USA-delstater, der praktiserer dødsstraf.Distributører i USA forbydes af Lundbeck at sælge stoffet til kunder, så som adskillige delstatsmyndigheder, der deltager i udøvelsen af dødsstraf.

## Assisteret selvmord
Barbiturat anvendes som middel til folk, der ønsker at begå såkaldt assisteret selvmord. I Schweiz er aktiv dødshjælp ikke tilladt, men det er derimod tilladt at yde hjælp til selvmord. Barbituratet udskrives af en læge med det formål at sætte patienten i stand til at afslutte sit eget liv.